# Guillermo Pérez Sandoval
Guillermo Pérez Sandoval (Uruapan, 14 de octubre de 1979) es un deportista mexicano que compitió en taekwondo. Participó en los Juegos Olímpicos de Pekín 2008, obteniendo una medalla de oro en la categoría de –58 kg.

## Palmarés internacional
| Juegos Olímpicos        | Juegos Olímpicos   | Juegos Olímpicos | Juegos Olímpicos |
| Año                     | Lugar              | Medalla          | Categoría        |
| ----------------------- | ------------------ | ---------------- | ---------------- |
| 2008                    | Pekín (China)      | Medalla de oro   | –58 kg           |
| Campeonato Mundial      |                    |                  |                  |
| Año                     | Lugar              | Medalla          | Categoría        |
| 2007                    | Pekín (China)      | Medalla de plata | –58 kg           |
| Campeonato Panamericano |                    |                  |                  |
| Año                     | Lugar              | Medalla          | Categoría        |
| 2010                    | Monterrey (México) | Medalla de plata | –58 kg           |

## Trayectoria

### Inicios
Guillermo Pérez se inició en el taekwondo a la edad de 5 años en la Ciudad de Uruapan Michoacán, bajo la dirección del profesor J. Jesús Álvarez Silva con quien se preparó hasta llegar a la Selección Mexicana de Taekwondo. A pesar de las derrotas por las que atravesó en sus inicios, siguió practicando y a la edad de 10 años ganó su primer torneo estatal. Dicho triunfo le abrió las puertas para competir a nivel nacional, y en su primera competencia nacional se adjudicó la medalla de bronce. Para 1990 logró convertirse en campeón infantil del país; lo cual le ayudó a consolidarse en el taekwondo. Para el año de 1995 viajó a Ottawa y asistió a su primera competencia internacional, en donde se adjudicó el segundo lugar. Un año después, en 1996, obtuvo el campeonato del abierto estadounidense de la especialidad, en el cual participaron más de 60 países.

### Selección nacional
Para 1999 se mudó a Puebla para entrenar con el campeón olímpico, Williams de Jesú, quien le transfirió su experiencia para poder ingresar a la selección nacional, a la cual ya había intentado ingresar anteriormente sin éxito. Formó parte de la selección mexicana de taekwondo que asistió a los Juegos Panamericanos de 1999 celebrados en Winnipeg, Canadá.
En abril de 2004 viajó a Madrid para participar en el Campeonato Mundial, obteniendo el noveno lugar. Dos años después en 2007 obtuvo el segundo lugar en el abierto de Holanda, lo cual le abrió las puertas para asistir al Campeonato Mundial de Taekwondo de 2007 celebrado en Pekín; en la final del campeonato perdió contra el español Juan Antonio Ramos adjudicándose el segundo lugar.
En el torneo clasificatorio para los Juegos Panamericanos celebrados en Río de Janeiro, perdió contra Óscar Salazar. Sin embargo, tomó revancha y obtuvo su boleto para los Juegos Olímpicos de Pekín al vencer a Ismael Gómez, Óscar Salazar y Rodolfo Osornio, en el torneo selectivo realizado en la Ciudad de México en abril de 2008.

### Campeón olímpico
El 20 de agosto de 2008 debutó en los Juegos Olímpicos, todos sus encuentros se llevaron a cabo en el Gimnasio de la Universidad de Ciencia y Tecnología de Pekín. Su primer rival fue el británico Michael Harvey, a quien venció 3-2. En la cuartos de final se enfrentó al afgano Rohullah Nikpai, y después de la tercera ronda, Guillermo salió victorioso 2-1. En la semifinal, derrotó 3-1 a su rival Chutchawal Khawlaor de Tailandia.
En la final se enfrentó al dominicano Yulis Gabriel Mercedes, al terminar el primer asalto se mantenía el empate a 0. En el segundo asalto Guillermo tomó la delantera; sin embargo, Yulis Gabriel lo empató en el tercer asalto. Tras los cuatro asaltos, se mantenía el empate a 1; por lo que los jueces intervinieron para fallar a favor de Guillermo Pérez.
Gracias a Guillermo Pérez, México terminó con una sequía de casi 8 años sin obtener medalla de oro (la última había sido de Soraya Jiménez en halterofilia mujeres -de 58 kg en los Juegos Olímpicos de Sídney 2000).
Así mismo, terminó la racha de más de 24 años sin medalla áurea para un deportista varón mexicano (el último había sido el atleta Raúl González en marcha 50 km en Los Ángeles 1984).